# 極度冒險
《極度冒險》（英語：Maximum Risk）是一部1996年美國動作驚悚片，由香港籍導演林嶺東執導，這也是他的首部美國電影作品；其劇本由賴瑞·弗格森編寫，尚-克勞德·范·達美和娜塔莎·韓絲翠主演。劇情描述一名法國警察為了調查孿生弟弟的死而在法國與美國往返，但也為此成為了FBI及俄羅斯黑手黨追擊的目標。
該片於1996年9月13日在美國上映。《極度冒險》上映後在影評人間的評價褒貶不一；該片以2500萬美元的預算在全球收穫5170萬美元的票房。

## 劇情
在法國南部，米卡·蘇沃洛夫正被FBI的佩爾曼和路米斯探員追逐著，儘管前者甩掉了對方但最後仍死於一場車禍事故。法國尼斯的警察亞蘭·莫羅在參加同伴的葬禮時被搭檔賽巴斯汀找上並給他展示了米卡的屍體，米卡竟然和亞蘭有著完全相同的長相。後來，他們得知米卡正是亞蘭失散多年的孿生弟弟，兩人的出生時間僅相差5分鐘，且米卡在年幼時就被兄弟倆的母親交給他人扶養。
為了查出弟弟惹上的麻煩，亞蘭在當初領養弟弟的律師所與一名俄羅斯男子紅臉交手；雖然律師已被殺害，但他得知了米卡將飛往美國紐約市曼哈頓。亞蘭前往曼哈頓並得知了米卡是俄羅斯黑手黨成員，他在試圖逃脫時遭到追捕並被殺害。亞蘭找上了米卡的女友亞麗克絲·巴特利，同時得知了米卡被黑手黨成員伊萬·扎索霍夫追殺；亞麗克絲同意幫助亞蘭後，兩人在之後被伊萬追殺和被佩爾曼和路米斯探員盯上。亞蘭和亞麗克絲得知，米卡在尼斯銀行的保險櫃中放有FBI與伊萬合作的證據和一張列出所有關係人的名單，企圖金盆洗手的米卡也為此被設法將其奪取的佩爾曼和路米斯探員追殺。亞蘭與黑手黨老大狄米崔·奇洛夫見面；奇洛夫對米卡而言是個像父親般的存在；當奇洛夫願意協助亞蘭時，伊萬發起叛變並讓手下紅臉殺死了奇洛夫，之後追殺著亞蘭。但亞蘭則在中途被警方當成在街上作亂的歹徒而遭逮捕。
在警局，佩爾曼和路米斯探員挾持著亞麗克絲威脅亞蘭到尼斯的銀行拿出名單，亞蘭不得已地答應。在尼斯，伊萬在銀行外頭將賽巴斯汀作為人質，亞蘭則隨佩爾曼和路米斯探員及亞麗克絲進入銀行。亞蘭在兩個保險櫃中找到了弟弟留下的一系列證據、留給哥哥的錄音、一大筆錢，以及一把手槍。亞蘭用一根菸和口香糖觸發了灑水裝置和火災警報，打算趁機逃脫，但證據卻遭紅臉奪走；兩人在電梯中經過一番搏鬥後，亞蘭成功殺死了紅臉並向在外的警方透露了自己的警察身份及外面守候的伊萬，這使大批警方到達並圍住伊萬。伊萬帶著賽巴斯汀開車逃逸，但最後翻車並被賽巴斯汀和亞蘭聯合制服；賽巴斯汀被亞蘭救出，伊萬則被隨後的爆炸中喪生。接著，亞蘭開車追逐著挾持著亞麗克絲的佩爾曼和路米斯探員，直到雙方闖進一間屠宰場並展開對峙。最後，亞蘭用槍制伏了對方，但未將他們殺死。
隨著米卡的證據曝光，FBI數十人遭到逮捕，亞麗克絲則在與兄弟倆的母親會面後與亞蘭一起輕鬆地在一間餐廳的庭院漫步。

## 演員
- 尚-克勞德·范·達美飾演亞蘭·莫羅／米卡·蘇沃洛夫（Alain Moreau / Mikhail Suverov）[5]
- 娜塔莎·韓絲翠飾演亞麗克絲·巴特利（Alex Bartlett）[6]
- 尚-雨果·安格拉（英语：Jean-Hugues Anglade）飾演賽巴斯汀（Sebastien）[6]
- 薩克·格雷尼爾（英语：Zach Grenier）飾演伊萬·扎索霍夫（Ivan Dzasokhov）[6]
- 保羅·班-維特（英语：Paul Ben-Victor）飾演佩爾曼探員（Agent Pellman）[6]
- 法蘭克·山卓（Frank Senger）飾演路米斯探員（Agent Loomis）[6]
- 大衛·賀布克（英语：David Hemblen）飾演狄米崔·奇洛夫（Dmitri Kirov）[6]
- 丹·莫蘭（Dan Moran）飾演尤瑞（Yuri）[6]
- 斯德法諾斯·米爾特薩卡基斯（Stefanos Miltsakakis）飾演紅臉（Red Face）[6]
- 史黛芬·奧德朗（英语：Stéphane Audran）飾演香塔爾·莫羅（Chantal Moreau）[6]

## 製作
《極度冒險》為香港籍導演林嶺東進軍好萊塢後拍攝的首部美國電影作品，該片起初曾使用和作為片名。
編劇搭檔傑森·佛雷和艾倫·塞瑟曾對《極度冒險》劇本的第一頁進行未掛名的改寫，這是剛進入好萊塢的兩人的初期作品；製片人莫謝·狄亞曼特希望他們能在片中注入與（佛雷和塞瑟早期賣給哥倫比亞影業的動作片劇本）中相同的動作元素。佛雷和塞瑟將劇本改寫成他們所謂的「硬核警察電影」，並很快地獲得批准。但像好萊塢其座電影一樣，該劇本又被「每週百萬美元的編劇」賴瑞·弗格森全面改寫成一部「低廉功夫片式的范·達美電影」。

## 發行
《極度冒險》於1996年9月13日在美國上映，由哥倫比亞影業發行。索尼影業家庭娛樂於1998年5月12日至13日發行該片的DVD，並於2008年8月12日發行藍光。該藍光並未收錄任何如花絮之類的額外內容，僅附有一支以1080p呈現的院線版預告片。2020年11月19日，《極度冒險》在德國推出了特別藍光珍藏版組合包，該套裝內含有完整版藍光光碟（重新修復的影像及聲音）、DVD、24頁的影視手冊，以及限量的亞蘭·莫羅胸像。

## 反響

### 評價
《極度冒險》在影評界及觀眾間所獲的評價褒貶不一。在匯總媒體網站爛番茄上根據34篇評論而持有29%的新鮮度，平均得分4.29／10，評價不佳。
《綜藝》的倫納德·克拉迪（Leonard Klady）在評論中寫道：「這種發自內心的喜悅抗拒被情節或人物的一致性和微妙之處而卻步，且更喜歡汗水而非情感。」《華盛頓郵報》的理查·哈靈頓（Richard Harrington）認為該片過多依賴於飛車追逐，這最終主導著整部片。

### 票房
該片在美國首映週末以561萬美元的票房登上當週票房冠軍，勝過《返家十萬里》（470萬美元）；但到了第二週則跌到了第四名。到第四週，《極度冒險》已跌出了票房前十名（第十五名）。最終，《極度冒險》在美國國內共收穫1450萬美元，全球總計達5170萬美元，表現尚可。《極度冒險》在1996年電影票房排名中名列一百零四名。
| 上一届： 《冤家路窄》 | 1996年美國週末票房冠軍 第37週 | 下一届： 《大老婆俱樂部》 |

## 外部連結
- 互联网电影数据库（IMDb）上《極度冒險》的资料（英文）
- 爛番茄上《極度冒險》的資料（英文）
- Box Office Mojo上《極度冒險》的資料（英文）